# Gandawa-Wevelgem
Gandawa-Wevelgem – jednodniowy szosowy wyścig kolarski rozgrywany w belgijskiej Flandrii na trasie z Gandawy do Wevelgem.
Wyścig nie jest zaliczany do tzw. monumentów kolarstwa, mimo to jest uważany za jeden z ważniejszych wczesnowiosennych klasyków (z reguły rozgrywany jest w kwietniu). Odbywa się zazwyczaj między wyścigami Dookoła Flandrii i Paryż-Roubaix. Po raz pierwszy wyścig odbył się w 1934 i często jest określany jako klasyk sprinterów, jako że meta usytuowana jest na płaskim terenie.
Od 2005 wyścig jest zaliczany do cyklu ProTour (obecnie UCI World Tour).
Od 2012 równolegle do wyścigu mężczyzn rozgrywane są również zawody dla kobiet, które od 2016 są zaliczane do cyklu UCI Women’s World Tour.

## Zwycięzcy

### Mężczyźni
Opracowano na podstawie:
| Rok  | Pierwsze               | Drugie                   | Trzecie                  |
| ---- | ---------------------- | ------------------------ | ------------------------ |
| 1934 | Gustave van Belle      | Maurice Vandenberghe     | Jérôme Dufromont         |
| 1935 | Albert Depreitere      | Jérôme Dufromont         | Karel Catrysse           |
| 1936 | Robert Van Eenaeme     | Joseph Somers            | Gaston Denys             |
| 1937 | Robert Van Eenaeme     | Albert Ritserveldt       | André Hallaert           |
| 1938 | Hubert Godaert         | Edmond Delathouwer       | Gustave Van Cauwenberghe |
| 1939 | André Declerck         | Frans Van Hellemont      | Albert Van Laecke        |
| 1945 | Robert Van Eenaeme     | Maurice Van Herzele      | André Declerck           |
| 1946 | Ernest Sterckx         | Maurice Desimpelaere     | Michel Remue             |
| 1947 | Maurice Desimpelaere   | René Beyens              | Lucien Vlaemynck         |
| 1948 | Valère Ollivier        | Albert Ramon             | Hilaire Couvreur         |
| 1949 | Marcel Kint            | André Declerck           | Albert Decin             |
| 1950 | Briek Schotte          | Albert Decin             | André Declerck           |
| 1951 | André Rosseel          | Raphaël Jonckheere       | Lionel Van Brabant       |
| 1952 | Raymond Impanis        | Maurice Blomme           | Alois De Hertog          |
| 1953 | Raymond Impanis        | Wim van Est              | Germain Derycke          |
| 1954 | Rolf Graf              | Ferdi Kübler             | Ernest Sterckx           |
| 1955 | Briek Schotte          | Désiré Keteleer          | Raymond Impanis          |
| 1956 | Rik Van Looy           | Richard Van Genechten    | Désiré Keteleer          |
| 1957 | Rik Van Looy           | André Noyelle            | Lucien Mathys            |
| 1958 | Noël Foré              | Rik Van Looy             | Fred De Bruyne           |
| 1959 | Leon Vandaele          | Jos Hoevenaers           | Jacques Anquetil         |
| 1960 | Frans Aerenhouts       | Franz De Mulder          | Jef Planckaert           |
| 1961 | Frans Aerenhouts       | Raymond Impanis          | Yvo Molenaers            |
| 1962 | Rik Van Looy           | Frans Schoubben          | Armand Desmet            |
| 1963 | Benoni Beheyt          | Tom Simpson              | Michel Van Aerde         |
| 1964 | Jacques Anquetil       | Yvo Molenaers            | Rik Van Looy             |
| 1965 | Noël De Pauw           | Bernard Van De Kerckhove | Gustaaf De Smet          |
| 1966 | Herman Van Springel    | Noël Van Clooster        | Palle Lykke              |
| 1967 | Eddy Merckx            | Jan Janssen              | Edward Sels              |
| 1968 | Walter Godefroot       | Willy Van Neste          | Felice Gimondi           |
| 1969 | Willy Vekemans         | Roger De Vlaeminck       | Eric De Vlaeminck        |
| 1970 | Eddy Merckx            | Willy Vekemans           | Walter Godefroot         |
| 1971 | Georges Pintens        | Roger De Vlaeminck       | Gerben Karstens          |
| 1972 | Roger Swerts           | Felice Gimondi           | Eddy Merckx              |
| 1973 | Eddy Merckx            | Frans Verbeeck           | Walter Planckaert        |
| 1974 | Barry Hoban            | Eddy Merckx              | Roger De Vlaeminck       |
| 1975 | Freddy Maertens        | Frans Verbeeck           | Rik Van Linden           |
| 1976 | Freddy Maertens        | Rik Van Linden           | Frans Verbeeck           |
| 1977 | Bernard Hinault        | Vittorio Algeri          | Piet van Katwijk         |
| 1978 | Ferdi Van Den Haute    | Walter Planckaert        | Francesco Moser          |
| 1979 | Francesco Moser        | Roger De Vlaeminck       | Jan Raas                 |
| 1980 | Henk Lubberding        | Alfons De Wolf           | Piet van Katwijk         |
| 1981 | Jan Raas               | Roger De Vlaeminck       | Alfons De Wolf           |
| 1982 | Frank Hoste            | Eddy Vanhaerens          | Alfons De Wolf           |
| 1983 | Leo van Vliet          | Jan Raas                 | Frank Hoste              |
| 1984 | Guido Bontempi         | Eric Vanderaerden        | Pierino Gavazzi          |
| 1985 | Eric Vanderaerden      | Phil Anderson            | Rudy Dhaenens            |
| 1986 | Guido Bontempi         | Twan Poels               | Jean-Marie Wampers       |
| 1987 | Teun van Vliet         | Etienne De Wilde         | Herman Frison            |
| 1988 | Sean Kelly             | Gianni Bugno             | Ron Kiefel               |
| 1989 | Gerrit Solleveld       | Sean Yates               | Rolf Sørensen            |
| 1990 | Herman Frison          | Johan Museeuw            | Franco Ballerini         |
| 1991 | Dżamolidin Abdużaparow | Mario Cipollini          | Olaf Ludwig              |
| 1992 | Mario Cipollini        | Johan Capiot             | Adriano Baffi            |
| 1993 | Mario Cipollini        | Eric Vanderaerden        | Dżamolidin Abdużaparow   |
| 1994 | Wilfried Peeters       | Franco Ballerini         | Johan Museeuw            |
| 1995 | Lars Michaelsen        | Maurizio Fondriest       | Luc Roosen               |
| 1996 | Tom Steels             | Giovanni Lombardi        | Fabio Baldato            |
| 1997 | Philippe Gaumont       | Andrei Tchmil            | Johan Capiot             |
| 1998 | Frank Vandenbroucke    | Lars Michaelsen          | Nico Mattan              |
| 1999 | Tom Steels             | Zbigniew Spruch          | Tristan Hoffman          |
| 2000 | Geert Van Bondt        | Peter Van Petegem        | Johan Museeuw            |
| 2001 | George Hincapie        | Léon van Bon             | Steffen Wesemann         |
| 2002 | Mario Cipollini        | Fred Rodriguez           | George Hincapie          |
| 2003 | Andreas Klier          | Henk Vogels              | Tom Boonen               |
| 2004 | Tom Boonen             | Magnus Bäckstedt         | Jaan Kirsipuu            |
| 2005 | Nico Mattan            | Juan Antonio Flecha      | Daniele Bennati          |
| 2006 | Thor Hushovd           | David Kopp               | Alessandro Petacchi      |
| 2007 | Marcus Burghardt       | Roger Hammond            | Óscar Freire             |
| 2008 | Óscar Freire           | Aurélien Clerc           | Wouter Weylandt          |
| 2009 | Edvald Boasson Hagen   | Alaksandr Kuczynski      | Matthew Goss             |
| 2010 | Bernhard Eisel         | Sep Vanmarcke            | Philippe Gilbert         |
| 2011 | Tom Boonen             | Daniele Bennati          | Tyler Farrar             |
| 2012 | Tom Boonen             | Peter Sagan              | Matti Breschel           |
| 2013 | Peter Sagan            | Borut Božič              | Greg Van Avermaet        |
| 2014 | John Degenkolb         | Arnaud Démare            | Peter Sagan              |
| 2015 | Luca Paolini           | Niki Terpstra            | Geraint Thomas           |
| 2016 | Peter Sagan            | Sep Vanmarcke            | Wiaczesław Kuzniecow     |
| 2017 | Greg Van Avermaet      | Jens Keukeleire          | Peter Sagan              |
| 2018 | Peter Sagan            | Elia Viviani             | Arnaud Démare            |
| 2019 | Alexander Kristoff     | John Degenkolb           | Oliver Naesen            |
| 2020 | Mads Pedersen          | Florian Sénéchal         | Matteo Trentin           |
| 2021 | Wout van Aert          | Giacomo Nizzolo          | Matteo Trentin           |
| 2022 | Biniam Girmay          | Christophe Laporte       | Dries Van Gestel         |
| 2023 | Christophe Laporte     | Wout van Aert            | Sep Vanmarcke            |
| 2024 | Mads Pedersen          | Mathieu van der Poel     | Jordi Meeus              |

### Kobiety
Opracowano na podstawie:
| Rok  | Pierwsze          | Drugie            | Trzecie                   |
| ---- | ----------------- | ----------------- | ------------------------- |
| 2012 | Lizzie Armitstead | Iris Slappendel   | Jessie Daams              |
| 2013 | Kirsten Wild      | Sanne van Paassen | Kelly Druyts              |
| 2014 | Lauren Hall       | Janneke Ensing    | Vera Koedooder            |
| 2015 | Floortje Mackaij  | Janneke Ensing    | Chloe Hosking             |
| 2016 | Chantal Blaak     | Lisa Brennauer    | Lucinda Brand             |
| 2017 | Lotta Lepistö     | Jolien D’Hoore    | Coryn Rivera              |
| 2018 | Marta Bastianelli | Jolien D’Hoore    | Lisa Klein                |
| 2019 | Kirsten Wild      | Lorena Wiebes     | Letizia Paternoster       |
| 2020 | Jolien D’Hoore    | Lotte Kopecky     | Lisa Brennauer            |
| 2021 | Marianne Vos      | Lotte Kopecky     | Lisa Brennauer            |
| 2022 | Elisa Balsamo     | Marianne Vos      | Maria Giulia Confalonieri |
| 2023 | Marlen Reusser    | Megan Jastrab     | Maike van der Duin        |
| 2024 | Lorena Wiebes     | Elisa Balsamo     | Chiara Consonni           |
| 2025 |                   |                   |                           |